# Ramsès VII
Ramsès VII fou el sisè faraó de la dinastia XX de l'antic Egipte, que va regnar vers 1133 aC a 1126 aC, probablement almenys sis anys i deu mesos i potser fins a set anys i cinc mesos. El seu nom d'Horus fou Kanakht Anemnisut; el nom nebty, Mekkemet-wafkhastiu; el nom d'Horus d'or Userrenputmiatum; el nom nesut biti, Usermaatre-setpenre-meryamun i el nom Sa Ra, Ramsès Itiamun. Com a príncep es deia Itiamun.

## Família
Era fill de Ramsès VI i probablement va tenir un fill de nom Ramsès però que va premorir al pare i va extingir aquesta branca. La reina principal es deia Nubshesbed. El va succeir el seu oncle Ramsès VIII.

## Regnat
La crisi econòmica de la seva època és coneguda per documents administratius de la ciutat de Deir al-Madinah, on es fan referències a revoltes per l'alt preu del gra (el triple que abans a causa de la inflació). El setè any del seu regnat està datat el papir de Torí. Referències al seu regnat es troben a una estela a Elefantina, un fragment de llinda a Tell al-Yahudiah, un edifici a Heliòpolis, alguns monuments de Memfis i en fragments i estàtues a Karnak.

## Enterrament
Fou enterrat a la tomba KV1 de la Vall dels reis. És una tomba senzilla (més que les dels predecessors) que va estar oberta ja en temps del domini romà. Es tracta d'un corredor i una càmera d'enterrament.
El 1952 s'hi van començar alguns treballs; des de 1984 Edwin Brock hi ha treballat periòdicament; una millor neteja es va fer el 1994.
L'enterrament es va fer a un forat a terra cobert per una gran llosa; la mòmia no s'ha trobat. Es van trobar quatre gerres amb el nom del rei al forat de mòmies anomenat DB320 i podria ser que algun dels cossos no identificats d'aquest lloc fos el seu